# Salthammer Odde
Salthammer Odde är en udde på ön Bornholm i Danmark.   Den ligger i Region Hovedstaden, i den östra delen av landet, 180 km öster om Köpenhamn. Udden ligger vid fiskeläget Snogebæk, närmaste större samhälle är Nexø, 4 km norr om Salthammer Odde. 